# Eupelmus javae
Eupelmus javae är en stekelart som beskrevs av Girault 1917. Eupelmus javae ingår i släktet Eupelmus och familjen hoppglanssteklar.
Artens utbredningsområde är Sri Lanka. Inga underarter finns listade i Catalogue of Life.